# Абсолютный радиочастотный номер канала
В сетях GSM абсолютный номер канала (англ. absolute radio-frequency channel number, ARFCN) представляет собой пару частот, используемых операторами сотовой связи для приёма и передачи информации. Список номеров (кодов) каналов определён в спецификации GSM 45.005 (раздел 2). Разделение частотно-зависимого компонента происходит по схеме множественного доступа FDMA (frequency-division multiple access
), а временно-зависимого — по схеме TDMA (time-division multiple access
). Для предотвращения переполнения канала применяется система логических каналов использующая управляющий канал (BCCH — 
Broadcast Control Channel (англ.)), принципы работы которой описаны в спецификации GSM 05.03.
В сетях UMTS для систем 3G и 4G ARFCN заменён более простым UARFCN имеющим прямую зависимость частоты от номера канала.

## Таблица ARFCN для систем GSM общего пользования
В данной таблице представлены расчётные данные частот для приёма и передачи определённые ARFCN для различных несущих частот. Данные соответствуют только системам GSM общего пользования, в то время как прочие системы использующие ARFCN (например TETRA) могут иметь другие характеристики.
| Частота  | Обозначение | ARFCN          | fUL                                | fDL         |
| -------- | ----------- | -------------- | ---------------------------------- | ----------- |
| GSM 500  | GSM 450     | 259−293        | 450.6 + 0.2·(n−259)                | fUL(n) + 10 |
| GSM 500  | GSM 480     | 306−340        | 479.0 + 0.2·(n−306)                | fUL(n) + 10 |
| GSM 700  | GSM 750     | 438−511        | 747.2 + 0.2·(n−438)                | fUL(n) + 30 |
| GSM 850  | GSM 850     | 128−251        | 824.2 + 0.2·(n−128)                | fUL(n) + 45 |
| GSM 900  | P-GSM       | 1−124          | 890.0 + 0.2·n                      | fUL(n) + 45 |
| GSM 900  | E-GSM       | 0−124 975−1023 | 890.0 + 0.2·n 890.0 + 0.2·(n−1024) | fUL(n) + 45 |
| GSM 900  | GSM-R       | 0−124 955−1023 | 890.0 + 0.2·n 890.0 + 0.2·(n−1024) | fUL(n) + 45 |
| GSM 1800 | DCS 1800    | 512−885        | 1710.2 + 0.2·(n−512)               | fUL(n) + 95 |
| GSM 1900 | PCS 1900    | 512−810        | 1850.2 + 0.2·(n−512)               | fUL(n) + 80 |